# فرودگاه راس الحد
فرودگاه راس الحد (به انگلیسی: Ras al Hadd Airport) یک فرودگاه همگانی است. این فرودگاه در کشور عمان قرار دارد.